# Fernanda Rodríguez (hoa hậu)
María Fernanda Rodríguez Ávila (sinh ngày 30 tháng 9 năm 1997) là một người mẫu và hoa hậu người Costa Rica đã đăng quang cuộc thi Hoa hậu Costa Rica 2022. Cô đại diện cho Costa Rica tại Hoa hậu Hoàn vũ 2022 ở New Orleans, Louisiana, Hoa Kỳ.

## Tiểu sử
Rodríguez sinh ra và sống ở Alajuela. Cô có bằng cử nhân về kỹ thuật dân dụng và thông thạo tiếng Tây Ban Nha, tiếng Anh và tiếng Bồ Đào Nha.

## Cuộc thi sắc đẹp
Rodríguez bắt đầu sự nghiệp thi hoa hậu khi còn là một thiếu niên vào năm 2012 ở tuổi 14, cô đã đăng quang Reina Teen Costa Rica Intercontinental 2012. Cô sẽ đại diện cho đất nước của mình tại Hoa hậu Teen Mesoamérica International 2013, nơi cô đã giành được danh hiệu này. Cô cũng sẽ đại diện cho đất nước của mình tại Hoa hậu Teen Hoàn vũ 2015, nơi cô không lọt vào bán kết.

### Hoa hậu Trái Đất 2017
Vào tháng 5 năm 2017, Rodríguez được bổ nhiệm làm Hoa hậu Trái đất Costa Rica 2017 trong vòng chung kết Reina Costa Rica Intercontinental 2017. Vào ngày 4 tháng 11 năm 2017, Rodríguez đại diện cho Costa Rica tại Hoa hậu Trái Đất 2017 và cạnh tranh với 85 ứng cử viên khác tại SM Mall of Asia Arena ở Pasay, Metro Manila, Philippines.

### Hoa hậu Costa Rica 2022
Vào ngày 28 tháng 9 năm 2022, Rodríguez đã cạnh tranh với 9 ứng cử viên khác tại Hoa hậu Costa Rica 2022 tại Estudio Marco Picado ở San José, nơi đã giành được danh hiệu và kế vị là Valeria Rees.

### Hoa hậu Hoàn vũ 2022
Vào ngày 14 tháng 1 năm 2023, Rodríguez sẽ đại diện cho Costa Rica tại Hoa hậu Hoàn vũ 2022 tại Trung tâm Hội nghị Ernest N. Morial ở New Orleans, Louisiana, Hoa Kỳ.